# Terebellides ehlersi
Terebellides ehlersi är en ringmaskart som beskrevs av McIntosh 1885. Terebellides ehlersi ingår i släktet Terebellides och familjen Trichobranchidae. Inga underarter finns listade i Catalogue of Life.